# Институт Роберта Коха
Институт имени Роберта Коха (нем. Robert-Koch-Institut, RKI) — федеральный институт Германии по изучению инфекционных заболеваний и непереносимых болезней, расположенный в Берлине, в районе Веддинг. Является одним из центральных научно-исследовательских учреждений Германии и подчиняется непосредственно Федеральному министерству здравоохранения.
Институт был основан в 1891 году как научный отдел Прусского королевского института инфекционных заболеваний. С момента его основания и до 1904 года институтом руководил известный микробиолог Роберт Кох. С 1917 по 1933 год директором института работал Фридрих Нойфельд.

## Структура
В настоящее время Институт Роберта Коха включает следующие отделы:
- Отдел инфекционных заболеваний (нем. Abteilung für Infektionskrankheiten)
- Отдел эпидемиологии и мониторинга здоровья (нем. Abteilung für Epidemiologie und Gesundheitsmonitoring)
- Отдел инфекционной эпидемиологии (нем. Abteilung für Infektionsepidemiologie)
- Центр биологической безопасности (нем. Zentrum Biologische Sicherheit)
- Центр генной технологии (нем. Zentrum Gentechnologie)
- Проектные группы инфекционной биологии и эпидемиологии (нем. Projektgruppen Infektionsbiologie und Epidemiologie)
- Отдел управления (нем. Leitungsbereich und Zentrale Verwaltung)
- Правовой отдел (нем. Referat Rechtsangelegenheiten)
- Отдел прессы, работы с общественностью и библиотеки (нем. Presse, Öffentlichkeitsarbeit, Bibliotheken)
- Отдел исследований и координации (нем. Forschungsangelegenheiten und Koordination)